# Sporobolus airiformis
Sporobolus airiformis är en gräsart som beskrevs av Emilio Chiovenda. Sporobolus airiformis ingår i släktet droppgräs, och familjen gräs. Inga underarter finns listade i Catalogue of Life.